# BAK-projektet
BAK-projektet, (BAK = beskrivning av klient), namnet på en stor svensk studie av:
1. olika institutioner som bedriver narkomanvård
2. de klienter som behandlas inom dessa och
3. utfallet av den givna behandlingen.

En grupp forskare under ledning av Erik Änggård (då professor vid Karolinska institutet) utarbetade 1981 på uppdrag av regeringen och Delegationen för social forskning datainsamlingsinstrumenten BAK 1, BAK 2 och BAK 3. Olika narkomanvårdsenheter lämnade därefter bidrag i form av ifyllda frågeformulär till den centralt placerade forskargruppen, som stod för databearbetningen. Änggård efterträddes 1985 av professor Gösta Berglund vid Uppsala universitets pedagogiska institution, Då bytte projektet också namn till Swedate (Swedish Drug Addict Treatment Evaluation). Så småningom förkortades projekttiden. 1989 kom en rapport av forskarna Anders Bergmark, Bam Björling, Leif Grönbladh, Börje Olsson, Lars Oscarsson och Vera Segreaus, med titeln Klienter i institutionell narkomanvård. Analyser av bakgrund, behandling och utfall. Samma år flyttade projektet till institutionen för socialt arbete vid Stockholms universitet.